# Гай Марцій Цензорін (консул 8 року до н. е.)
Гай Марцій Цензорін (лат. Gaius Marcius Censorinus; ? — 3 рік н. е.) — політичний діяч ранньої Римської імперії, консул 8 року до н. е.

## Життєпис
Походив з патриціанського роду Марціїв. Син Луція Марція Цензоріна, консула 39 року до н. е. Про молоді роки мало відомостей. У 18 році до н. е. став монетарієм. У 17—14 роках до н. е. супроводжував Марка Віпсанія Агріппу як легат під час поїздки на Схід.
У 8 році до н. е. його обрано консулом разом з Гаєм Азінієм Галлом. З 2 по 3 рік до н. е. як проконсул керував провінцією Азія. На цій посаді й сконав.